# تملک ثانوی
تملک ثانوی (به انگلیسی: Repossession) اصطلاحیست که برای اشاره به بازپس‌گیری یک شیء توسط یک مؤسسه مالی به کار می‌رود که به عنوان وثیقه یا اجاره استفاده می‌شده است.